# Bahman Mofid
Bahman Mofid (en persan بهمن مفید), né le 15 août 1942 à Téhéran − mort le 16 août 2020 dans la même ville, est un acteur iranien. Il est le frère du dramaturge Bijan Mofid.

## Filmographie partielle
- 1969 : Qeysar, réalisé par Massoud Kimiai
- 1970 :  Reza Motori, réalisé par Massoud Kimiai
- 1970 :  Toughi, réalisé par Ali Hatami
- 1971 :   Dash Akol, réalisé par Massoud Kimiai